# Fannia pallidibasis
Fannia pallidibasis är en tvåvingeart som beskrevs av Adrian C. Pont 1983. Fannia pallidibasis ingår i släktet Fannia och familjen takdansflugor.
Artens utbredningsområde är Marocko. Inga underarter finns listade i Catalogue of Life.